# Gemma Sanginés Saiz
Gemma Sanginés Saiz (Bilbao, 6 de juliol de 1970) és una psicòloga clínica i esportiva basca, especialitzada en hàbits lingüístics. Des de l'any 2006 imparteix Tallers d'Espai Lingüístic Personal (TELP) per apoderar els parlants del País Basc. L'any 2010 va publicar el llibre Sortir de l'armari lingüístic, Una guia de conducta per a viure en català, juntament amb Ferran Suay, i treballa com a professora d'euskera a l'escola d'idiomes de Castelló.

## Trajectòria
Sanginés va néixer a Bilbao en una família que no parlava basc. Va estudiar en castellà i als 17 anys va decidir matricular-se a l'Alfabetatze eta Euskalduntze Koordinakundea per aprendre basc. Després de traslladar-se a València, la maternitat i la seua estima per la llengua basca la van animar a comprometre's amb l'Euskal etxeak de la ciutat, i a ser mestra d'euskera
La finalitat dels tallers TELP és adquirir els recursos necessaris per atrevir-se a dir la primera paraula en basc, capgirant complexos i subvertint prejudicis, per a guanyar espais i actituds favorables a l'ús de la llengua. Els parlants de llengües minoritzades solen ser com bussejadors: es queden sota la superfície de l'aigua i només surten en determinades zones. Només parlen català o basc quan estan segurs que els respondran de la mateixa manera. Millorar l'autoestima dels seus parlants i aprendre a superar aquesta situació és un dels objectius dels tallers TELP.

## Obra publicada
- Identitats: convivència o conflicte?.  Catarroja: Afers, 2006. ISBN 84-95916-55-X.
- Sortir de l'armari lingüístic, Una guia de conducta per a viure en català (2010)[2]
- Irten hizkuntzaren armaiturik. Euskaraz bizitzeko portaera-Gida (2015)[8]
- Portaera asertiboaren hautematea